# La Planète des monstres
Pour les articles homonymes, voir Godzilla.
Série Showa
Ebirah contre Godzilla
(1966) La Revanche de King Kong
(1967)
Pour plus de détails, voir Fiche technique et Distribution.
La Planète des monstres (怪獣島の決戦 ゴジラの息子, Kaijū-tō no kessen: Gojira no musuko) ou Le Fils de Godzilla est un film japonais réalisé par Jun Fukuda et sorti en 1967.

## Synopsis
Sur une île, une équipe de scientifiques tente de perfectionner un système de contrôle météorologique, mais ils sont soudainement attaqués par des mantes religieuses géantes. Un journaliste, Maki Goro, arrive sur l'île et part à la rencontre des scientifiques. Il découvre également une jeune femme qui vit sur l'île, Saeko Matsumiya, qui les met en garde contre une araignée géante.
Les scientifiques empêchent ensuite les mantes d'attaquer un œuf enterré. L'œuf éclot et révèle Minilla. Par ses cris, il attire Godzilla sur l'île.

## Fiche technique
- Titre : La Planète des monstres[1]
- Titre original : 怪獣島の決戦 ゴジラの息子 (Kaijū-tō no kessen: Gojira no musuko?)
- Autre titre : Le Fils de Godzilla
- Titre anglais : Son of Godzilla
- Réalisation : Jun Fukuda
- Scénario : Shinichi Sekizawa et Kazue Shiba
- Musique : Masaru Satō
- Société de production : Tōhō
- Pays de production : Japon
- Langue originale : japonais, anglais
- Format : couleur
- Genre : Science-fiction, action, kaijū eiga
- Durée : 86 minutes
- Dates de sortie :
  - Japon : 16 décembre 1967[2]
  - France : 11 janvier 1978
- Affiche : Giuliano Nistri (Italie)

## Distribution
- Akira Kubo : Maki Goro
- Tadao Takashima : Professeur Kusumi
- Beverly Maeda : Saeko Matsumiya
- Akihiko Hirata : Fujisaki
- Yoshio Tsuchiya : Furukawa
- Kenji Sahara : Morio
- Ken'ichiro Maruyama : Ozawa
- Seishiro Kuno : Tashiro
- Hiroshi Sekita, Seiji Onaka et Haruo Nakajima : Godzilla[3]
- Marchan the Dwarf : Minilla[3]